# Banco de Inversión y Comercio Exterior
El Banco de Inversión y Comercio Exterior (BICE) es un banco público argentino fundado en 1992. Como banco argentino de desarrollo, está orientado a financiar la inversión y la exportación e importación en los sectores productivo y de servicios. Depende del Ministerio de Economía

## Directorio
- Presidente: Marina Calocero
- Vicepresidente: Agustín Pesce
- Directores: Martin Vauthier, Felipe Núñez, Nicolás José Scioli, Augusto Ardiles Díaz
- Gerente General: Marcelo Pose